# 迈克·齐尔伯斯
麥克·茨爾伯斯（德語：Maik Zirbes，1990年1月29日—），德國籃球運動員，現在效力於塞爾維亞籃球聯賽球隊貝爾格萊德紅星。他也代表德國國家籃球隊參賽。